# ألعاب الاختناق
ألعاب الاختناق (الاختناق) - منع متعمد من وصول الأكسجين إلى الدماغ من أجل إحداث إغماء قصير المدى وحالة من النشوة . هناك طريقتان مختلفتان تستخدمان لتحقيق نقص الأكسجة (تجويع الأكسجين): 1-الخنق (عصر الحلق) 2-Hypocapnia (نقص ثاني أكسيد الكربون في الدم) المُهيجة ذاتيا ، و كثيرا ما يمكن الدمج بينهما. تتواجد هذه اللعبة الخطيرة عند الأطفال والمراهقين ؛ شُرِع في ممارستها منذ بداية القرن العشرين على الأقل. على عكس لعبة الاختناق الجنسي ، فإن الهدف من ألعاب الاختناق هذه ليس الحصول على الإثارة الجنسية.